# Зобов'язання (правовідносини)
Зобов'я́зання (у цивільному праві) — правовідношення, в якому одна сторона (боржник) зобов'язана вчинити на користь другої сторони (кредитора) певну дію (передати майно, виконати роботу, надати послугу, сплатити гроші тощо) або утриматися від певної дії, а кредитор має право вимагати від боржника виконання його обов'язку.

## Класифікація
Залежно від підстав виникнення всі зобов'язання поділяються на договірні, що постають з угоди, домовленості сторін, та позадоговірні, що виникають незалежно від волі учасників, породжуються такими юридичними фактами, як заподіяння шкоди, безпідставне збагачення тощо.
У законодавстві України виділяють господарські зобов'язання, у яких беруть участь суб'єкти господарювання. Ці зобов'язання також належать до того ж розділу цивільного права, однак вони мають дещо інший режим правового регулювання (на відміну від зобов'язань, в яких суб'єкти господарювання участі не беруть).